# PFC 스파르타크 날치크
PFC 스파르타크 날치크(러시아어: Профессиональный футбольный клуб "Спартак" Нальчик는 러시아의 축구 클럽으로 캅카스산맥에 위치한 카바르디노발카르 공화국의 수도인 날치크를 연고로 삼고 있다. 스파르타크 날치크는 2006년부터 러시아 프리미어리그에 참여하고 있다.

## 역사
스파르타크 날치크는 1959년에 창단되어 소비에트의 지역 B클래스에서 활동하였다. 1965년에 우승을 하여 A클래스로 승격하였다. 스파르타크는 1966년부터 1970년까지 A클래스에서 활동하였다.
소비에트 리그 시스템이 재조정된 이후에 소비에트 2부 리그 (1971, 1977, 1978, 1981-1989)와 1부 리그 (1972–1976, 1979, 1980) 사이에서 승격 및 강등을 여러 번 하였다. 소비에트 시절의 최고 성적은 1974시즌과 1975시즌에 소비에트 1부 리그 14위이다.
날치크는 1965년과 1970년에 러시아 소비에트 사회주의 연방공화국의 챔피언을 하였다.
1992년에 날치크는 러시아 1부 리그로 들어갔다. 1993년에 서부 지역 16위로 강등되었으나, 1995시즌에 러시아 2부 리그 서부 지역 우승을 하면서 다시 승격하였다. 그 후 1996년부터 2005년까지 1부 리그에서 활동하였고, 2005시즌에 1부 리그 2위로 프리미어리그로 승격하였다.

## 역대 성적
- 러시아 2부 리그 : 1

1995

## 선수 명단

### 현역
참고: FIFA 자격 규정에 따라 소속된 국가대표팀 국기를 표시합니다. 선수는 복수의 FIFA 비회원국 국적을 가지고 있을 수 있습니다.
| 번호 | 포지션 | 국적 | 이름 |
| ---- | ------ | ---- | ---- |

| 번호 | 포지션 | 국적 | 이름            |
| ---- | ------ | ---- | --------------- |
| 71   | DF     |      | 앨런 렐류카예프 |